# 上海市公安局安康医院
上海市公安局安康医院隶属于上海市公安局，位于上海市宝山区殷高路2号。 该医院是一所安康医院，是对當局所認定的危害社会治安的精神病人进行强制医疗的专门机构。除了强制医疗外，该医院还开展精神疾病司法鉴定等工作。

## 沿革
上海市精神病人管治医院是经上海市人民政府批准，由上海市公安局于1985年4月在国权北路70号建成的。1989年8月，为执行中华人民共和国公安部《全国公安机关第一次精神病管治工作会议纪要》的精神，经上海市编制委员会同意，上海市精神病人管治医院易名为上海市公安局安康医院，仍隶属上海市公安局，其性质和任务均不变。2001年，该医院迁入现在的新址，各方面条件大为改善。
1986年5月，经上海市精神病司法医学鉴定领导小组批准，在上海市精神病人管治医院内设立上海市精神病司法医学鉴定室。同年7月1日，该室开始受理鉴定业务。该室的任务主要是接受上海市公安机关的要求，对肇祸精神病嫌疑人进行鉴定，从而为各办案单位提供医学科学依据以便定案处理。其鉴定范围包括：

1. 立案侦察查获的人犯中疑有精神异常的人；
2. 刑事拘留、逮捕和收容审查后发生精神异常的人；
3. 严重扰乱社会治安的违法犯罪人员中疑有精神异常的人；
4. 与刑事案件有关的报案人或受害人中疑有精神异常的人。

## 收治对象
该医院的任务之一是“依法收容和监护治疗严重危害社会的肇祸精神病人。”
1986年10月1日起施行的《上海市监护治疗管理肇事肇祸精神病人条例》将“肇事”和“肇祸”精神病人进行区别规定，并将肇祸精神病人的监护治疗任务赋予上海市精神病人管治医院。其相关条文为：
第四条 经精神病司法医学鉴定确认为肇事、肇祸的精神病人，应分别对其实行强制性监护治疗：有肇事行为的精神病人送卫生部门所属医院诊治；有肇祸行为的精神病人送精神病人管治医院监护治疗。
第十四条 对有杀人、放火、爆炸、强奸、抢劫、投毒等行为或严重危害社会治安的肇祸精神病人，由上海市精神病人管治医院监护治疗。
1997年出版的《上海公安志》载，当时该医院的具体收治对象包括：

- 经精神病司法医学鉴定，精神病人在无责任能力下实施杀人、纵火、爆炸、强奸行为的；
- 严重扰乱党、政、军机关办公秩序和企事业单位的生产、工作秩序、治安秩序或造成涉外事件的；
- 严重危害社会治安，不讲姓名、住处，公安机关收留后一时难以处理的；
- 其他危害社会治安，造成严重后果的。

## 收治程序
1986年10月1日起施行的《上海市监护治疗管理肇事肇祸精神病人条例》规定了强制医疗对象的收治程序，
第十五条 有肇祸行为的可疑精神病人，必须对其进行精神病司法医学鉴定。经鉴定确认是精神病人的，由肇祸所在地的公安机关填写《肇祸精神病人监护治疗审批表》，报市公安局批准，予以监护治疗。

　　受害人、肇祸人和他们的家属对精神病司法医学鉴定提出异议的，可向市精神病司法医学鉴定领导小组申请复核。